# Orlando Wells
Orlando Wells (Tonbridge, 9 giugno 1973) è un attore britannico.

## Biografia
Figlio dell'attice Susannah York, è noto per essere stato uno dei protagonisti, nel ruolo di Alex Stanton, della serie televisiva As if, realizzata tra il 2000 e il 2004.
Il suo esordio cinematografico fu a dieci anni in L'ambizione di James Penfield di Richard Eyre, e ha recitato, tra gli altri, anche in Maurice di James Ivory, Zemanovaload di Jayson Rothwell, Il discorso del re di Tom Hooper.

## Filmografia

### Cinema
- L'ambizione di James Penfield (The Ploughman's Lunch), regia di Richard Eyre (1983)
- Maurice, regia di James Ivory (1987)
- Wilde, regia di Brian Gilbert (1997)
- Il discorso del re (The King's Speech), regia di Tom Hooper (2010)

### Televisione
- As if - serie TV, 60 episodi (2002-2004)